# Lokomotive Moskau

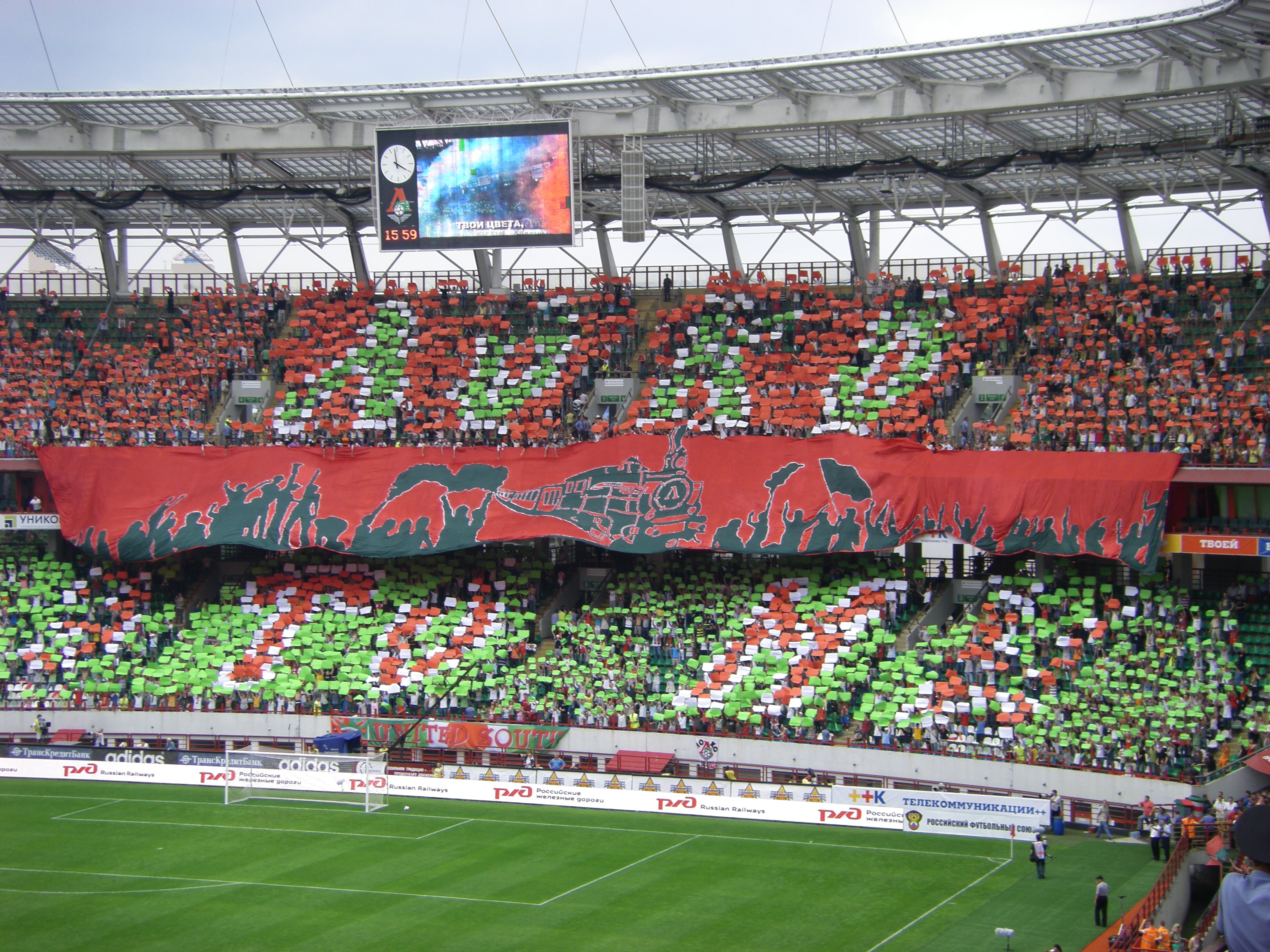
Fankurve von Loko vor dem Derby gegen Spartak (2:2) am 19. Juli 2008

Lokomotive Moskau (russisch Локомотив Москва / Lokomotiw Moskwa, von seinen Fans meistens nur Loko genannt) ist ein Fußballverein aus der russischen Hauptstadt Moskau. Das Team spielt in der Premjer-Liga und wurde in den Spielzeiten 2002, 2004 und 2018 russischer Meister. Darüber hinaus gewann die Mannschaft in den Jahren 1996, 1997, 2000, 2001, 2007, 2015, 2017, 2019 sowie 2021 den russischen Fußballpokal. Die Vereinsfarben sind Rot-Weiß-Grün.

## Vereinsgeschichte

### Gründung
Die Mannschaft wurde am 1. August 1923 als „KOR“ (Klub der Oktoberrevolution) von den stärksten Fußballern der sowjetischen Eisenbahn aus dem Umkreis von Moskau gegründet. 1935 wurde der „KOR“ in eine freiwillige Sportlergemeinschaft der Eisenbahner umgewandelt und in „Lokomotive“ umbenannt. Diese Mannschaft vertrat nun nicht mehr den ganzen Umkreis von Moskau, sondern gehörte zur Stadt selbst. Die Mannschaft setzte sich fortan aus den besten Spielern des „KOR“ zusammen.

### Sowjetunion
Das erste Pflichtspiel in der Fußballmeisterschaft der Sowjetunion bestritt Lokomotive Moskau am 22. Mai 1936 gegen Dynamo Leningrad. Im gleichen Jahr gewann Lokomotive auch die erste Austragung des sowjetischen Pokals, als im Finale Dinamo Tiflis mit 2:0 besiegt wurde. Im Jahre 1945, gleich nach dem Ende des Zweiten Weltkrieges also, musste Lokomotive den ersten Abstieg in die zweitklassige Perwaja Liga hinnehmen. 1957 wurde der erneute Pokalerfolg gefeiert (1:0 im Finale gegen Spartak Moskau). Die erfolgreichste Saison hatte die Mannschaft im Jahre 1959, als die Vizemeisterschaft hinter Dynamo Moskau erkämpft wurde. Es ist die einzige Spielzeit gewesen, in der der Verein unter den besten drei in der Endtabelle landete. Insgesamt musste Lokomotive in seiner Geschichte sieben Mal den Abstieg in die Zweitklassigkeit verkraften.

### Russland

#### 1992–2000
Der FK Lokomotive Moskau war nach dem Zusammenbruch der Sowjetunion einer der Gründungsmitglieder der neugeschaffenen russischen Obersten Liga. Bis ins Jahr 2000 wurden stets Plätze im oberen Drittel der Tabelle belegt. In den Spielzeiten 1995, 1999 und 2000 gewann das Team die Vizemeisterschaft. 1994 und 1998 wurde der dritte Tabellenplatz erreicht. Als schlechtestes Abschneiden gilt dabei der sechste Tabellenrang aus der Saison 1996. Aus dieser Zeit stammen auch drei Pokalerfolge (1996, 1997 und 2000). Als Cheftrainer des Vereines war durchgehend Juri Sjomin, der bereits 1986 zu Lokomotive wechselte und wo er 19 Jahre lang bleiben sollte.

#### 2001–2010: Zweifacher russischer Meister
2001 wurde sowohl der vierte Gewinn des russischen Pokals gefeiert als auch erneut der zweite Platz mit vier Punkten Rückstand auf Spartak Moskau am Ende der Saison belegt. Im russischen Pokal 2001/02 schied das Team bereits in der 1/16-finale gegen den FK Elista aus. In der dritten Qualifikationsrunde zur UEFA Champions League 2001/02 wurde der FC Tirol Innsbruck bezwungen. In der Gruppenphase belegten sie der dritten Tabellenrang hinter Real Madrid, AS Rom und vor dem RSC Anderlecht. Dadurch gelangten sie in die dritte Runde des UEFA-Pokals 2001/02, wo sie Hapoel Tel Aviv unterlegen waren.
2002 wurde der erste Meistertitel errungen und somit die langjährige Hegemonie von Spartak Moskau gebrochen. Da Lokomotive und ZSKA Moskau am Ende der Saison punktgleich an der Tabellenspitze standen, wurde ein Entscheidungsspiel um die Meisterschaft durchgeführt. Am 21. November 2002 gewann Lokomotive Moskau im Dynamo-Stadion mit 1:0 (6 min; Dmitri Loskow) und sicherte sich damit den Meistertitel. Im Pokal 2002/03 schied das Team allerdings bereits im Achtelfinale gegen Anschi Machatschkala nach einer 0:1-Niederlage aus.
Im darauffolgenden Jahr erreichte der Verein nur den vierten Platz in der russischen Meisterschaft. Im Viertelfinale des Pokals 2003/04 musste sich die Mannschaft dem Schinnik Jaroslawl geschlagen geben. In der dritten Qualifikationsrunde zur UEFA Champions League 2002/03 wurde zunächst der österreichische Vertreter Grazer AK besiegt. Anschließend überstand Lokomotive die erste Gruppenphase als Tabellenzweiter gegen FC Barcelona, FC Brügge und Galatasaray Istanbul. In der zweiten Gruppenphase war die Mannschaft gegen den späteren Pokalgewinner AC Mailand, Real Madrid und Borussia Dortmund bei nur einem einzigen Unentschieden und fünf Niederlagen ohne jegliche Chance aufs Weiterkommen.
2004 konnte Lokomotive den zweiten russischen Meistertitel feiern, als der Titelverteidiger und Lokalrivale ZSKA Moskau einen Punkt weniger sammeln konnte. Zum Abschluss gewann Lok. Moskau mit 2:0 im Auswärtsspiel bei Schinnik Jaroslawl. Aus dem Pokalwettbewerb 2004/05 wurde die Mannschaft im 1/16-finale von Tschernomorez Noworossijsk rausgeworfen.
Die Spielzeit 2005 wurde vom Verein mit dem dritten Platz abgeschlossen. Im Pokal 2005/06 kam das Team nicht über die Viertelfinale hinaus, wo sich Spartak Moskau als stärkere Mannschaft erwies. Am Ende der Saison 2006 wurde wie im Vorjahr der dritte Rang erkämpft. Allerdings konnte der russische Pokal 2006/07 gewonnen werden, als im Finale der FK Moskau mit 1:0 bezwungen wurde. Ende 2006 wurde der ehemalige Trainer Juri Sjomin als neuer Präsident verpflichtet. Der neue Trainer wurde Anatoli Byschowez. 2007 belegte Lokomotive den enttäuschenden siebten Rang, so dass beide (Sjomin und Byschowez) wieder entlassen worden waren. Im Pokal 2007/08 war im 1/16-finale nach einer 0:1-Auswärtsniederlage gegen Ural Swerdlowsk Oblast Endstation. Die nächste Saison 2008 beendete der Verein mit Raschid Rachimow als Cheftrainer erneut auf dem siebten Platz, woraufhin auch er gehen musste. Im Pokal 2008/09 schaffte Lokomotive bis zum Viertelfinale, wo er sich dem späteren Pokalgewinner ZSKA Moskau mit 0:1 geschlagen geben musste. Im Mai 2009 kehrte Juri Sjomin als Cheftrainer zu Lokomotive zurück. In der Saison 2009 belegte das Team den vierten Tabellenplatz. Im russischen Pokal 2009/10 schied die Mannschaft im Sechzehntelfinale gegen SKA-Energija Chabarowsk nach einer 1:2-Auswärtsniederlage aus. Nach dem fünften Tabellenplatz in der Saison 2010 wurde der Trainer Juri Sjomin wieder entlassen.

#### Seit 2011
Zur Saison 2012/13 wurde der Kroate Slaven Bilić als Nachfolger des Portugiesen José Couceiro, dessen auslaufender Vertrag als Cheftrainer nicht verlängert worden war. Bereits am 17. Juni 2013, nach nur einer Saison in Moskau, in der mit dem neunten Rang die bis dahin schlechteste Platzierung in der russischen Premjer-Liga erzielt wurde, löste Bilić seinen Vertrag auf. Daraufhin wurde er durch Leanid Kutschuk ersetzt, der bereits am 15. September 2014 ebenfalls gehen musste.
Den ersten Titel nach acht Jahren holte Lok 2015 mit dem Gewinn des nationalen Pokalwettbewerbs als im Finalspiel im Astrachaner Zentralstadion nach einem Rückstand noch ein 3:1-Sieg nach Verlängerung gegen den FK Kuban Krasnodar erkämpft wurde. Lok holte diesen Titel damit zum sechsten Mal. Somit war die Mannschaft direkt für die Gruppenphase der UEFA Europa League 2015/16 qualifiziert. Mit Sporting Lissabon, Beşiktaş Istanbul und KF Skënderbeu Korça vervollständigte Lokomotive die Gruppe H des Wettbewerbs und zog als Tabellenerster in das Sechzehntelfinale, wo sie allerdings gegen Fenerbahçe Istanbul ausschied. Im August 2016 kehrte Juri Sjomin erneut als Cheftrainer zu Lokomotive zurück.
Am 2. Mai 2017 gewann Loko seinen siebten russischen Pokal. Dabei wurde im Finale Ural Oblast Swerdlowsk mit 2:0 im Olympiastadion Sotschi besiegt. Dadurch nahm Lokomotive an der Gruppenphase der UEFA Europa League 2017/18 teil. In der Gruppe F traf Moskau auf den FC Kopenhagen, Sheriff Tiraspol sowie den FC Fastav Zlín und erreichte als Tabellenerster das Sechzehntelfinale, wo der OGC Nizza besiegt wurde. Im Achtelfinale schieden die Eisenbahner gegen Atlético Madrid aus.
Am 5. Mai 2018 gewann Loko daheim mit 1:0 gegen Zenit St. Petersburg und sicherte sich somit den dritten russischen Meistertitel. Somit nahm die Mannschaft an der UEFA Champions League 2018/19 teil. Der Verein schied nach der Gruppenphase gegen den FC Porto, FC Schalke 04 und Galatasaray Istanbul mit nur einem Sieg bei fünf Niederlagen als Tabellenletzter aus dem Wettbewerb aus. Dafür konnte man zum achten Mal den russischen Pokal nach einem 1:0-Erfolg über Ural Jekaterinburg feiern und wurde zudem Vizemeister. Im direkten Vergleich wies der punktgleiche FK Krasnodar zwar sowohl die bessere Tordifferenz als auch die höhere Anzahl an Toren auf, jedoch waren hier die direkten Aufeinandertreffen ausschlaggebend, bei denen Lokomotive durch die Auswärtstorregel (1:2 a; 1:0 h) den Vorzug erhielt. In weiterer Folge konnte auch Zenit St. Petersburg mit 3:2 im Supercup geschlagen werden.
Der Klub qualifizierte sich durch die Vizemeisterschaft für die Gruppenphase der UEFA Champions League 2019/20. Dabei wurde man Teil der Gruppe D gegen Juventus Turin, Atlético Madrid und Bayer 04 Leverkusen. Zwar gelang zum Auftakt ein 2:1-Auswärtserfolg über die Leverkusener, aber alle weiteren Gruppenspiele gingen verloren, sodass man am Ende Letzter wurde. In der Liga wurde man erneut Vizemeister, den Supercup-Titel konnte man jedoch nicht verteidigen (1:2 gegen Zenit). Auch in der Gruppenphase der UEFA Champions League 2020/21 konnte Lokomotive nicht überzeugen. In Gruppe A erreichte man gegen den FC Bayern München, Atlético Madrid und den FC Red Bull Salzburg erneut nur drei Punkte und den letzten Platz. Durch ein 3:1 gegen Krylja Sowetow Samara konnte man zum neunten Mal das Pokalfinale für sich entscheiden. Im Supercup unterlag man Zenit erneut, diesmal mit 0:3.
Die Qualifikation zur UEFA Champions League 2021/22 verpasste man als Drittplatzierter nur um einen Punkt hinter dem Stadtrivalen Spartak Moskau. Daher spielte Lokomotive in der Europa League, wo man aber erneut Letzter wurde. Diesmal spielte man in Gruppe E gegen Galatasaray Istanbul, Lazio Rom und Olympique Marseille. Anschließend wurden seit März 2022 alle russischen Vereine von allen Wettbewerben der UEFA ausgeschlossen. Innerhalb des Vereins entwickelte sich schrittweise ein Abwärtstrend, da man sowohl in der Liga als auch im Cup nicht mehr zu überzeugen wusste. So wurde man unter anderem zur Saison 2022/23 nur Achter, was der schlechtesten Platzierung seit sechs Jahren entsprach.

## Stadion

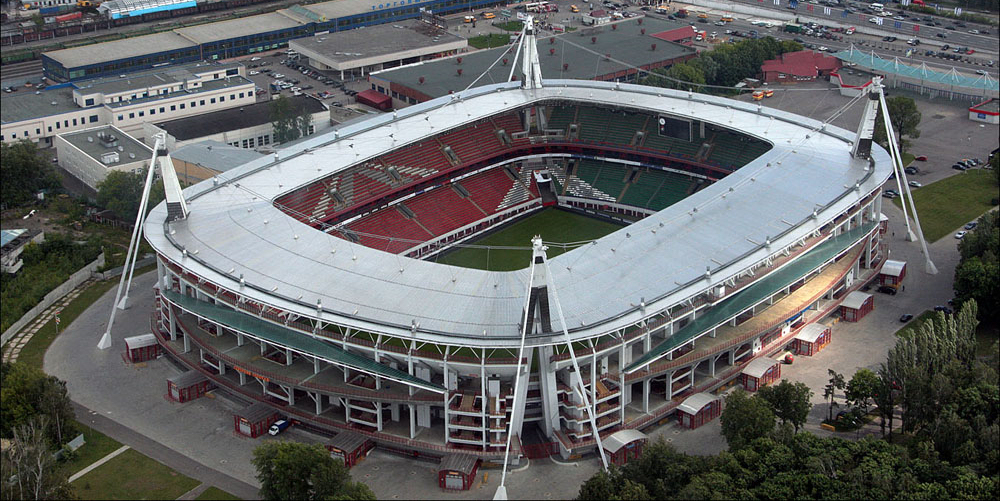
Die RŽD-Arena

Lokomotive Moskau trägt seine Heimspiele in der 1923 erbauten RŽD-Arena (bis 2017: Lokomotive-Stadion) aus. Nach dem Umbau in den Jahren 2001 bis 2002 hat das reine Fußballstadion eine Kapazität von 30.075 Plätzen (alles Sitzplätze). Es wurde am 5. Juli 2002 mit einem Spiel gegen Uralan Elista (2:0) eingeweiht.

## Sponsoren
Der Hauptsponsor des Vereins ist die staatliche Eisenbahngesellschaft Russlands RŽD.

## Aktueller Kader 2024/25
Stand: 27. Oktober 2024
| Nr. |            | Position | Name                         |
| --- | ---------- | -------- | ---------------------------- |
| 1   | Russland   | TW       | Anton Mitrjuschkin           |
| 16  | Russland   | TW       | Daniil Veselov               |
| 22  | Russland   | TW       | Ilja Walerjewitsch Lantratow |
| 3   | Brasilien  | AB       | Lucas Fasson                 |
| 5   | Frankreich | AB       | Gerzino Nyamsi               |
| 23  | Mexiko     | AB       | César Montes                 |
| 24  | Russland   | AB       | Maxim Nenachow               |
| 45  | Russland   | AB       | Alexander Siljanow           |
| 59  | Russland   | AB       | Jegor Pogostnow              |
| 77  | Russland   | AB       | Ilja Samoschnikow            |
| 85  | Russland   | AB       | Jewgeni Morosow              |
| 6   | Russland   | MF       | Dmitri Barinow               |

| Nr. |          | Position | Name              |
| --- | -------- | -------- | ----------------- |
| 71  | Russland | MF       | Nair Tiknisjan    |
| 83  | Russland | MF       | Aleksey Batrakov  |
| 93  | Russland | MF       | Artyom Karpukas   |
| 94  | Russland | MF       | Artjom Timofejew  |
| 7   | Armenien | ST       | Edgar Sewikjan    |
| 8   | Russland | ST       | Wladislaw Sarweli |
| 9   | Russland | ST       | Sergey Pinyaev    |
| 10  | Russland | ST       | Dmitri Worobjow   |
| 14  | Russland | ST       | Nikita Saltykov   |
| 27  | Russland | ST       | Wadim Rakow       |
| 37  | Russland | ST       | Dmitry Radikovsky |
| 99  | Russland | ST       | Timur Suleimanow  |

## Erfolge

### National
- Meister:
  - Russland (3): 2002, 2004, 2018
- Pokalsieger:
  - Sowjetunion (2): 1936, 1957
  - Russland (9; Rekord): 1995/96, 1996/97, 1999/2000, 2000/01, 2006/07, 2014/15, 2016/17, 2018/19, 2020/21
  - Russischer Supercup (3): 2003, 2005, 2019

### International
- Halbfinalist Europapokal der Pokalsieger: 1997/98, 1998/99
- Zwischenrunde UEFA Champions League: 2002/03
- Achtelfinalist UEFA Champions League: 2003/04
- GUS-Pokalsieger: 2005

Beachsoccer
- Mundialito de Clubes: 2012, 2017

## Bekannte ehemalige Spieler
| Russland - Dmitri Alenitschew - Dinijar Biljaletdinow - Alexander Borodjuk - Dmitri Bulykin - Dmitri Chochlow - Igor Denissow - Alan Gatagow - Denis Gluschakow - Sergei Ignaschewitsch - Marat Ismailow - Renat Janbajew - Alexander Karatajew - Alan Kassajew - Oleg Kusmin - Dmitri Loskow - Alexei Mirantschuk - Sergei Owtschinnikow - Roman Pawljutschenko - Nika Pilijew - Igor Portnjagin - Sergei Ryschikow - Alexander Samedow - Roman Schischkin - Dmitri Sennikow - Alexei Smertin - Igor Smolnikow - Andrei Solomatin - Dmitri Sytschow - Dmitri Tarassow - Sergei Tkatschjow - Igor Tschugainow - Ilja Zymbalar - Walentin Bubukin - Waleri Gassajew - Juri Gawrilow - Jewgeni Ljadin - Wladimir Maslatschenko - Wladimir Muchanow - Michail Pronitschew - Michail Rusjajew - Juri Sjomin - Stanislaw Tschertschessow | GUS und ehemalige Sowjetunion - Arschak Korjan - Artur Petrosjan - Dmitri Kruglov - Micheil Aschwetia - Malchas Assatiani - Chwitscha Kwarazchelia - Mate Ghwinianidse - Dawit Mudschiri - Waleri Jablotschkin - Deividas Česnauskis - Valdas Ivanauskas - Arminas Narbekovas - Mindaugas Panka - Gediminas Šugžda - Raschid Rachimow - Oleksandr Alijew - Taras Mychalyk - Witali Parachnewitsch - Vitaliy Denisov - Jasurbek Jaloliddinov - Oleg Pashinin - Sergei Gurenko - Andrej Lauryk - Wital Lissakowitsch | Europa - Senijad Ibričić - Eldin Jakupović - Emir Spahić - Benedikt Höwedes - Lassana Diarra - Ivan Pelizzoli - Tomislav Dujmović - Dario Krešić - Marko Baša - Luka Đorđević - Grzegorz Krychowiak - Manuel da Costa - Éder - Manuel Fernandes - João Mário - Răzvan Cociș - Garry O’Connor - Reto Ziegler - Branislav Ivanović - Milan Jovanović - Milan Obradović - Nemanja Pejčinović - Slobodan Rajković - Petar Škuletić - Nemanja Vučićević - Ján Ďurica - Marián Had - Branko Ilič - Alberto Zapater - Marek Čech | Südamerika - Guillermo Ariel Pereyra - Ari - Leandro Lessa Azevedo - Celsinho - Murilo Cerqueira - Charles - Júlio César - Maicon - Murilo Cerqueira - Rodolfo - Jorge Wagner - Wagner - Felipe Caicedo - Jefferson Farfán | Afrika - Amr Zaki - Delvin N’Dinga - Haminu Dramani - Laryea Kingston - André Bikey - Zé Luís - Mbark Boussoufa - Brian Idowu - Sani Kaita - Victor Obinna - Peter Odemwingie - Dame N’Doye - Baye Djiby Fall - Baye Oumar Niasse - Jacob Lekgetho - Chaker Zouaghi |

## Trainer
(seit 1992)
- 1992–2005 :  Juri Sjomin
- 200500000 :  Wladimir Eschtrekow
- 200600000 :  Slavoljub Muslin
- 200600000 :  Oleg Dolmatow
- 200700000 :  Anatoli Byschowez
- 2008–2009 :  Raschid Rachimow
- 200900000 :  Vladimir Maminov (interim)
- 2009–2010 :  Juri Sjomin
- 201100000 :  Juri Krasnoschan
- 201100000 :  Vladimir Maminov (interim)
- 2011–2012 :  José Couceiro
- 2012–2013 :  Slaven Bilić
- 2013–2014 :  Leanid Kutschuk
- 201400000 :  Igor Tscherewtschenko (interim)
- 2014–2015 :  Miodrag Božović
- 2015–2016 :  Igor Tscherewtschenko
- 201600000 :  Oleg Pashinin (interim)
- 2016–2020 :  Juri Sjomin
- 2020–2021 :  Marko Nikolić
- 2021–02/22 :  Markus Gisdol
- 03/22–06/22 :  Marvin Compper
- 07/22–10/22 :  Joe Zinnbauer